# PGC 6442
LEDA/PGC 6442 ist eine Spiralgalaxie im Sternbild Dreieck am Nordsternhimmel. Sie ist schätzungsweise 248 Millionen Lichtjahre von der Milchstraße entfernt und hat einen Durchmesser von etwa 70.000 Lichtjahren. Vom Sonnensystem aus entfernt sich das Objekt mit einer errechneten Radialgeschwindigkeit von näherungsweise 5.400 Kilometern pro Sekunde.
Im selben Himmelsareal befinden sich unter anderem die Galaxien NGC 666, PGC 6372, PGC 2038677, PGC 2048874.